# Dregea crinita
Dregea crinita là một loài thực vật có hoa trong họ La bố ma. Loài này được (Oliv.) Bullock mô tả khoa học đầu tiên năm 1957.